# ラルフ・ブライアント
ラルフ・ウェンデル・ブライアント（Ralph Wendell Bryant, 1961年5月20日 - ）は、アメリカ合衆国ジョージア州フォート・ゲインズ出身の元プロ野球選手（外野手）、監督。
ロサンゼルス・ドジャース（MLB：ナ・リーグ西地区）から中日ドラゴンズ（NPB：セ・リーグ）を経て、1988年から1995年まで8年間にわたり近鉄バファローズ（NPB：パ・リーグ）でプレー。1989年に49本塁打でパ・リーグ本塁打王のタイトルを獲得して近鉄のリーグ優勝に貢献、MVPに選出された。1993年のシーズン204三振はNPB記録。

## 経歴

### プロ入り前
野球を本格的に始めたのは高校時代で、野球以外にもフットボール、バスケットボール、陸上と、スポーツ万能な選手として知られていた。エイブラハム・ボールドウィン農業大学在籍中はアメリカンフットボールをプレー。ポジションはワイドレシーバーだった。
1980年のMLBドラフトではロサンゼルス・ドジャースから、翌1981年のMLB一次ドラフトではミネソタ・ツインズから指名を受けるも双方とも拒否。

### プロ入りとドジャース時代
1981年6月のMLB二次ドラフト1巡目でドジャースに再度指名を受け、入団した。本塁打を量産する後の日本プロ野球時代と違い、この頃はアベレージ・ヒッターだった。
1985年にメジャーデビューを果たす。監督のトミー・ラソーダからは「ベア」とのあだ名をつけられた。しかしメジャーとマイナーの往復が続いて将来に明るい展望を見いだせず、さらに1988年にはドジャースがカーク・ギブソンとマイク・デービスを獲得、ブライアントはメジャー枠から漏れたことから、メジャーでプレーするチャンスが無くなったと考えた。そんな折、ドジャースがフロリダ州ベロビーチで行っていたスプリング・トレーニングにドジャースの友好球団だったNPBの中日ドラゴンズ（セ・リーグ）が参加した。ブライアントは中日球団関係者と接触してプレーする機会を伺い、ドジャースに対しても「日本にでも行かせてくれ」と訴えた。ブライアントは、3月3日のベロビーチでの中日とのオープン戦で右翼手として出場し2本塁打を記録した。そのうちの1本は推定飛距離約140メートルの場外本塁打だった。中日渉外担当補佐の足木敏郎は、ブライアントが中日に入団する前、アトランタ郊外の小さな町にあった彼の実家を訪れたことがあるが、当時のブライアントはしわのついた開襟シャツを身に着け、タイヤが外れそうな古い日本車に乗っていたという。その後、足木は近鉄移籍後のブライアントと名古屋で再会したところ、ブライアントは年俸110万ドルを受け取っており、金のロレックスやイヤリング、シルクのシャツを身に着けていたという。

### 中日時代
1988年4月18日、中日ドラゴンズへの入団が発表された。中日との契約内容は、推定年俸6万ドル（当時の為替レートで780万円）であった。またブライアントがチームに在籍している限り、毎年10万ドルをドジャースに払うという条件もついており、足木はこのような契約条項が移籍に拍車をかけたのではないかと指摘している。当時のNPBの一軍登録の外国人選手枠は2名であり、中日は郭源治とゲーリー・レーシッチの2人が一軍戦力としてプレーしていたため、ブライアントは「第3の外国人選手」との扱いだった。中日は当時26歳と若いブライアントを当面の間、二軍（ウエスタン・リーグ）でプレーさせて経験を積ませ、将来の一軍の戦力とする方針であった。ブライアントは5月3日に日本に渡り中日に合流し、7日のウ・リーグから試合に出場した。この間、4試合連続本塁打のウ・リーグのタイ記録をマークし、開幕1か月後には周囲に対し、一軍に上げてほしいと漏らすようになっていた。1991年の『Sports Graphic Number』でのインタビューにおいてこの時を振り返り「人生で最悪の1か月半(笑)。雨が降っても晴れても練習練習。今まで、あれほど厳しく練習したことはなかった。でも、そのお陰で近鉄にトレードされた時は最高のコンディションだったんだ。でも、もう1回やれって言われたら絶対に嫌だ(笑)」と答えている。一方で近鉄移籍後には中日時代に世話になっていた同球団総務部員の近藤康之と連絡を取り続けており、「いま、こうやって働けるのも中日のお陰」と話しており、同年秋に中日の二軍がアメリカ・フロリダ州で教育リーグに参加していた際には「お礼を言いに行きたい」と、彼らの滞在先であるサラスタのホテルの場所を聞いていたという。
6月、それまで一軍での出番がなかったブライアントに転機が訪れる。近鉄バファローズ（パ・リーグ）の主砲として活躍していたリチャード・デービスが6月7日、大麻不法所持により逮捕され、退団した。パ・リーグは当時、開幕から西武ライオンズが首位を走り、2位の近鉄が西武を追う立場だった。しかしデービス離脱後、近鉄は得点力が低下して首位西武とのゲーム差も広まるなど、苦戦が続いた。この状態に苦悩した近鉄監督の仰木彬やヘッドコーチの中西太は、ゲーリー・郭の活躍で一軍での出場の見込みがなく、二軍でプレーしていた中日のブライアントに着目した。
仰木・中西は6月21日に西宮球場で開催されたウエスタン・リーグの阪急ブレーブス対中日戦を視察後、球団に対しブライアントの獲得を要望した。これを受け、近鉄球団代表の前田泰男が24日に中日に対しブライアントのトレードを電話で申し込むと、27日のプロ野球実行委員会の後に中日・近鉄の両球団フロント幹部が交渉し、その結果、中日としてもゲーリー・郭の活躍から、ブライアントは今後も一軍に昇格する見込みがないとして「一軍で使うことを最低条件」に、ブライアントの中日から近鉄へのトレードが成立した。最初は交換トレードで交渉されていたが、中日側が要求した交換相手がセ・リーグの他球団にとって脅威となる可能性があったとされて、ある球団から横槍が入ったことで、金銭トレードに切り替えられた。そしてこの当時は金銭トレードと報じられたが、同年10月時点では中日は近鉄から譲渡金を受け取っておらず、ブライアントの契約条件をそのまま近鉄に譲渡したのみであると報じられている。このトレードが決まる直前には、広岡達朗が『中日スポーツ』（中日球団の親会社である中日新聞社が発行）に寄稿した記事で、ブライアントは日本に順応するタイプであり、大活躍するだろうと評した上で、放出には否定的な意見を述べていた。なおゲーリーは後半戦は故障がちで、同シーズン限りで中日を退団し、郭も翌1989年9月に日本へ帰化したことから外国人枠を外れている。
中日が近鉄へのブライアント譲渡に応じた理由の一つとして、近鉄球団の親会社である近畿日本鉄道が名古屋まで電車を乗り入れさせている関係から、近鉄球団がシーズン中に主催試合の一部を中日の本拠地であるナゴヤ球場で開催していたという縁があったことが挙げられている。また近鉄はブライアントの活躍を受け、同年10月時点では中日以外の他球団からトレードを申し込まれた場合でも、ブライアントの件で借りのある中日に意向を確認してからでないと応じられないと返答していたという。

### 近鉄時代

#### 1988年
1988年6月28日、ブライアントは近鉄球団によって支配下選手登録され、翌29日に東京での宿舎「都イン東京」にて入団が正式に発表された。同日、東京ドームで開催された対日本ハムファイターズ戦で6番・左翼として先発出場し、4回表の1死一、二塁の打席で左中間に適時二塁打を打つ上々のデビューを果たした。その後、ブライアントは2度の1試合3本塁打を記録するなど、移籍後の74試合の出場で34本塁打を放ち、近鉄の最大ゲーム差8からの追い上げに貢献。なお、同年のセ・リーグ最多本塁打はカルロス・ポンセの33本である。この頃は2点本塁打が多かったことから「ミスター2ラン」とも呼ばれていた。シーズン終盤には父親が危篤となるも、日本に最後まで残りチームに帯同。パ・リーグ優勝を賭けたシーズン最終戦の「10.19」（川崎球場で開催された対ロッテオリオンズ戦）では、ダブルヘッダー第2試合で園川一美から34本目の本塁打を放っている。10.19より先に古巣の中日がセ・リーグ優勝を決めていたことから、ブライアント本人は近鉄がパ・リーグ優勝を達成して日本シリーズで「恩返し」したいと意気込んでいたが、近鉄はあと一歩でリーグ優勝を逸する結果となった。
この年の267打数（※規定打席未到達）34本塁打は本塁打率7.85であり、シーズン10本塁打以上を記録した選手では2013年のウラディミール・バレンティンの7.32に次ぐ2位である。また、シーズン2度の1試合3本塁打は1950年の川上哲治、1971年の江藤愼一、1979年のレオン・リー、1985年の落合博満と並ぶタイ記録だった。

#### 1989年
1989年は開幕から本塁打を量産したが、5月20日から6月21日にかけ当時のパ・リーグタイ記録となる22試合連続三振を喫するなど、6月の月間本塁打2本、打率.191と大不振に陥る。チームも6月は8勝10敗1分けで、6月末時点で首位を走っていたオリックス・ブレーブスに8.5ゲーム差をつけられた。しかし、7月1日の対福岡ダイエーホークス戦で、8回裏に井上祐二から14試合58打席ぶりとなる逆転2ラン本塁打をバックスクリーンに放ちチームの連敗を6で止めると、7月は月間本塁打11本と復調。8月17日にはプロ野球記録となるシーズン3度目の1試合3本塁打を記録。チームもオリックスを猛追、さらには西武も含めた3球団による熾烈なペナント争いが終盤まで展開された。
そして最後の天王山、10月12日の西武球場で西武とのダブルヘッダーを迎えた。ブライアントは、前夜ほとんど眠ることができなかったが、第1試合の第1打席から、投球が「ソフトボールよりも大きく」見えたという。
第1試合、ブライアントは0-4のビハインドから4回表に郭泰源からチーム初得点となる46号ソロ本塁打、6回表にも郭泰源から47号同点満塁本塁打を放つ。8回表にはそれまでブライアントに対し被本塁打0と抑えていた渡辺久信がスクランブル登板するも、48号勝ち越しソロ本塁打を放ち、近鉄が6-5で勝利した。本人はこの時点で「アンビリーバブル」と叫んでいた。ブライアントの1試合3本塁打は通算6回（シーズン4回）となり、王貞治の持っていた通算5回を上回る新記録となった。渡辺は、引退会見で「一番思い出に残る一球」とし、西武監督在任中2008年刊行の自著で「予想以上の集中力とパワー」と書いている。捕手の伊東勤は「オーラが凄かった。ネクストバッターズサークルからビリビリ伝わってきたのは後にも先にもあの日のブライアントだけ。何を投げても打たれると思った。泰源は真っすぐのスライダー、久信が真っすぐ、高山はシュート系。配球うんぬんは関係なかった。初めて天王山に敗れたショック。ブライアントに打たれたところしか覚えていない。近鉄は2日後、優勝を決めた」と述懐している。
そして第2試合、第1打席は敬遠四球だったが、3回表の第2打席では高山郁夫から2-2の均衡を破る49号ソロ本塁打を放ち4打数連続本塁打を達成。自身も「これで西武にとどめを刺したと確信した」というものでもあった。続くハーマン・リベラがソロ本塁打、鈴木貴久が2ラン本塁打しこの回一挙に4得点。先発のエース阿波野秀幸の好投もあって、近鉄が14-4で勝利。ダブルヘッダー連勝の立役者となったブライアントは、第50号本塁打についての質問に対しては「ホームランを打つよりも優勝しましょう」と答えた。試合後、チームで立川の焼き鳥屋にて祝杯を挙げたがブライアントは痛みで腕でグラスを上げることができず、金村の指示で翌日に針治療を受けている。当夜のスポーツニュース、翌日の新聞では「神様、仏様、ブライアント様」「奇跡の4連発」という言葉が使われた。そして10月14日の対ダイエー戦に勝利し近鉄は9年ぶりのリーグ優勝を達成。監督の仰木彬の次に胴上げされたのはブライアントであった。こうして、この年の近鉄のリーグ優勝に大きく貢献したブライアントはパ・リーグMVPに選出された。

#### 1990年以降
1990年6月6日の対日本ハム戦（東京ドーム）で、角盈男から天井スピーカーを直撃する一打を放ち、東京ドーム特別グラウンドルールにより本塁打に認定された。設計上スピーカーに当てることは不可能と予測されており、この本塁打は推定飛距離160 mとされている。2008年6月7日、フリオ・ズレータ（千葉ロッテマリーンズ）が左翼天井の照明を直撃する一打を放ち、18年ぶり2本目の東京ドーム認定本塁打を記録するまで、長らくこの認定本塁打を記録する選手は現れなかった。7月24日のNPBオールスターゲーム第1戦（横浜スタジアム）で読売ジャイアンツ（巨人）の斎藤雅樹から左中間スタンド最上段の広告板を直撃する先制2ラン本塁打を放ち、次の打席では木田優夫（巨人）から振り逃げというブライアントらしい活躍でMVPに選ばれた。
1991年は、開幕9試合を終わって打率.171ながら放った6安打がすべて本塁打でリーグ1位であった。しかし、6月30日に二塁ベース帰塁の際に、右膝半月板を損傷した。手術のため、アメリカ合衆国に帰国。
1992年は、5月3日に逆風8 mの千葉マリンスタジアムでロッテの今野隆裕からスコアボードを直撃する本塁打を放ち、電光掲示板を破壊した。
1993年4月18日に福岡ドームでの公式戦第1号本塁打をダイエーの若田部健一から記録した。TV中継のアナウンサーは「打つべき人が打つものですね」と語った。また、この年はシーズン記録となる204三振を記録するも、42本塁打107打点で、本塁打王・打点王の二冠を獲得。
1994年は35本塁打を放ち2年連続の本塁打王に輝く。
1995年のシーズン途中までに10本塁打を記録したが、怪我で一軍登録を抹消され米国へ帰国後に手術も行った。同年10月11日、リー・スチーブンスやデニス・パウエルとともに退団が発表された。しかしオフの「近鉄ファン感謝デー」に前ぶれなく飛び入り参加し、最後までファンサービスに努めるという粋なところを見せた。一度帰国したあと11月下旬に藤井寺球場のロッカー整理、長年暮らした大阪市内のマンションの整理を目的に再び訪日すると、球団主催の納会にも参加し別れの挨拶を済ませたあとにナインから胴上げされた。ブライアントの後釜として期待を受けたのが、同年オフに新外国人として近鉄に入団し、2003年まで在籍したタフィ・ローズである。

### エンゼルス傘下時代
NPB他球団への移籍も考えていたが、獲得する球団はなかった。1996年はカリフォルニア・エンゼルス傘下のAA級ミッドランド・エンゼルスでプレーしたが、打率.208に終わり、この年で引退した。

### 引退後
引退後は故郷に戻り古本屋を経営していたがOB戦などで数回来日している。足木によれば、ブライアントはベロビーチに購入した家で暮らしているという。1999年11月21日、近鉄球団創設50周年の記念に大阪ドームで行われた、読売ジャイアンツとのOB戦では両軍唯一の外国人OBとして出場。2002年のモルツドリームマッチでのホームラン競争ではライトスタンドのJ-PHONEの看板を直撃しそうな特大ホームランを放った。
2005年、4年ぶりに監督復帰を果たした仰木彬の招聘で2004年度オフに大阪近鉄バファローズ・オリックス・ブルーウェーブ間で、実施された球団合併により誕生した新チームオリックス・バファローズの1軍打撃コーチを務めた。
同年の交流戦では、横浜スタジアムにて試合前のイベントとして横浜ベイスターズ打撃コーチの田代富雄とホームラン競争を行っている。田代は0本だったが、ブライアントはバックスクリーン横に2発、ライトスタンドに1発の計3本のホームランを放ちパワー健在を見せつけた。来日時にブライアント本人や仰木が語ったところによると、近鉄時代のホームランには1本あたり10万円のインセンティブが付けられていたという。当時の相場は1本100万円であったと言われ、本人は当初「ケタを一つ間違えているのではないかと思った」と語っている。
母国アメリカではIT関連企業の役員を務めており、再婚して妻、娘、息子と4人で暮らしていたものの、現在は再び離婚してジョージア州アトランタで芝刈りの仕事をしながら静かに余生を送っている。
2022年3月18日、個人的事情により来日出来なくなったトニ・ブランコの後任として、北海道フロンティアリーグ・士別サムライブレイズの監督に就任することが発表された。開幕前日の4月30日の時点で、選手は「監督はまだ合流できていない」と述べていた。5月2日、士別球団はブライアントの入国遅延のため、翌日のチーム開幕戦はフィジカルコーチの菅原大和が代理監督として指揮を執ることを発表した。開幕までに来日できなかったのは、新型コロナウイルス感染症の影響でビザの発給が遅れているためと報じられている。開幕後も5月22日まで、引き続き代理監督の菅原が指揮を執った。5月24日、ブライアントは球団本拠地の士別市で就任記者会見を開き、選手の長所を伸ばしたいと抱負を語った。今回の就任は、ブランコの契約解除に際して一般社団法人日本プロ野球外国人OB選手会 (JRFPA)が士別球団から代わりの人物を紹介する依頼を受けて話が進んだと報じられている。
士別は公式戦は2位だったものの、公式戦1位の石狩レッドフェニックスと対戦したリーグチャンピオンシップを3勝2敗（うち1敗は1位チームアドバンテージ）で制し、リーグの初代優勝チームとなる。独立リーグ4つの優勝チーム同士によるグランドチャンピオンシップにも出場した。
シーズン終了後の12月14日、今シーズンをもって監督契約が満了したことが発表された。

## 選手としての特徴
細身の体格ながらスイングスピードが非常に速く、強烈なライナーの打球が持ち味だった。
しかし、豪快な打撃の反面三振が非常に多く、1シーズン200三振以上（204三振、1993年）を記録したNPBで唯一の打者である。現役時代はシーズン130試合制であったにもかかわらず、2020年現在においてもNPBのシーズン三振最多記録の上位3位までをブライアントが独占している。通算三振数は1186でNPB史上35位（2019年現在）だが、三振数上位40名のうち、「出場試合数1000未満でランクインしている（773試合）」「三振数が出場試合数より上回っている」唯一の選手である。あまりの三振の多さのため「ホームランか三振か」「ミスターK」「大型扇風機」と評されたが、その一方でこの三振の多さから敬遠四球を受けることが少なく、本塁打の量産に繋がったと見る向きもある。
近鉄時代は多くの三振を記録したが、監督の仰木からは常に「エディ、心配するな。思いっきり振ってこい」と励まされていた。また、ブライアントの三振の多さを指摘した記者に対して、中西太ヘッドコーチは「いくら三振してもいい、アイツのホームランのおかげでどれだけいい思いをさせてもらったか」と答えている。
近鉄時代の応援歌の原曲は『仮面ライダーV3』のオープニングテーマ「戦え!仮面ライダーV3」。ブライアント以降は、マリオ・バルデスに使われただけだった。

## 人物
同年齢でもある俳優のエディ・マーフィに風貌が似ていることから、チームメイトの金村義明に「エディ」と愛称をつけられた。ブライアント本人も気に入っていたようで、カメラに向かって「I'm Eddie Murphy」と、おどける映像が残っている。金村とは仲が良かったと回顧している。1989年10月12日のダブルヘッダーで、奇跡の4打数連続本塁打で西武を倒した翌日のスポーツ紙には「エディ・マーフィにそっくりのブライアントがいるのではない。エディ・マーフィがブライアントに似ているのだ」と記載された。
温厚な性格で知られたが、1990年にはロッテ戦で前日の小宮山悟から始まり6月28日も園川一美、前田幸長と立て続けに死球を受けて前田に突進、唯一といえる乱闘騒ぎを起こして退場となった。また空振り三振した際には怒りのあまりにバットを自身の太腿で真っ二つに折るシーンが何度か見られた。
酒が飲めず、選手同士で飲みに行った際はコーラで乾杯するのが常だった。しかし、中畑清や宇野勝とともにサッポロビールのテレビコマーシャルに出演したことはある。

## 詳細情報

### 年度別打撃成績
| 年 度    | 球 団    | 試 合 | 打 席 | 打 数 | 得 点 | 安 打 | 二 塁 打 | 三 塁 打 | 本 塁 打 | 塁 打 | 打 点 | 盗 塁 | 盗 塁 死 | 犠 打 | 犠 飛 | 四 球 | 敬 遠 | 死 球 | 三 振 | 併 殺 打 | 打 率 | 出 塁 率 | 長 打 率 | O P S |
| -------- | -------- | ----- | ----- | ----- | ----- | ----- | -------- | -------- | -------- | ----- | ----- | ----- | -------- | ----- | ----- | ----- | ----- | ----- | ----- | -------- | ----- | -------- | -------- | ----- |
| 1985     | LAD      | 6     | 6     | 6     | 0     | 2     | 0        | 0        | 0        | 2     | 1     | 0     | 1        | 0     | 0     | 0     | 0     | 0     | 2     | 0        | .333  | .333     | .333     | .667  |
| 1986     | LAD      | 27    | 82    | 75    | 15    | 19    | 4        | 2        | 6        | 45    | 13    | 0     | 1        | 0     | 1     | 5     | 0     | 1     | 25    | 1        | .253  | .305     | .600     | .905  |
| 1987     | LAD      | 46    | 81    | 69    | 7     | 17    | 2        | 1        | 2        | 27    | 10    | 2     | 1        | 0     | 1     | 10    | 2     | 1     | 24    | 0        | .246  | .346     | .391     | .737  |
| 1988     | 近鉄     | 74    | 302   | 267   | 50    | 82    | 8        | 0        | 34       | 192   | 73    | 1     | 0        | 0     | 2     | 30    | 3     | 3     | 91    | 5        | .307  | .381     | .719     | 1.100 |
| 1989     | 近鉄     | 129   | 568   | 494   | 91    | 140   | 23       | 0        | 49       | 310   | 121   | 5     | 2        | 0     | 0     | 68    | 17    | 6     | 187   | 6        | .283  | .377     | .628     | 1.004 |
| 1990     | 近鉄     | 108   | 461   | 412   | 67    | 101   | 19       | 1        | 29       | 209   | 73    | 4     | 1        | 0     | 2     | 41    | 4     | 6     | 198   | 4        | .245  | .321     | .507     | .828  |
| 1991     | 近鉄     | 63    | 264   | 239   | 37    | 57    | 5        | 2        | 22       | 132   | 43    | 3     | 1        | 0     | 0     | 24    | 1     | 1     | 100   | 1        | .238  | .311     | .552     | .863  |
| 1992     | 近鉄     | 119   | 501   | 448   | 78    | 109   | 17       | 2        | 38       | 244   | 96    | 6     | 3        | 0     | 2     | 45    | 6     | 6     | 176   | 4        | .243  | .319     | .545     | .864  |
| 1993     | 近鉄     | 127   | 550   | 497   | 83    | 125   | 20       | 1        | 42       | 273   | 107   | 4     | 1        | 0     | 2     | 46    | 4     | 5     | 204   | 5        | .252  | .320     | .549     | .869  |
| 1994     | 近鉄     | 105   | 481   | 437   | 80    | 128   | 23       | 1        | 35       | 258   | 106   | 0     | 2        | 0     | 3     | 39    | 5     | 2     | 153   | 8        | .293  | .351     | .590     | .942  |
| 1995     | 近鉄     | 48    | 208   | 186   | 26    | 36    | 9        | 0        | 10       | 75    | 22    | 0     | 0        | 0     | 2     | 18    | 0     | 2     | 77    | 0        | .194  | .269     | .403     | .672  |
| MLB：3年 | MLB：3年 | 79    | 169   | 150   | 22    | 38    | 6        | 3        | 8        | 74    | 24    | 2     | 2        | 0     | 2     | 15    | 2     | 2     | 51    | 1        | .253  | .325     | .493     | .819  |
| NPB：8年 | NPB：8年 | 773   | 3335  | 2980  | 512   | 778   | 124      | 7        | 259      | 1693  | 641   | 23    | 10       | 0     | 13    | 311   | 40    | 31    | 1186  | 33       | .261  | .336     | .568     | .904  |

- 各年度の太字はリーグ最高、赤太字はNPB歴代最高

### タイトル
NPB
- 本塁打王：3回（1989年、1993年、1994年） ※パ・リーグ左打者最多タイ（他に門田博光、タフィ・ローズ）
- 打点王：1回（1993年）

### 表彰
NPB
- 最優秀選手：1回（1989年）
- ベストナイン：3回（外野手部門：1989年、指名打者部門：1993年、1994年）
- 月間MVP：4回（1988年8月、1989年7月、1992年5月、1994年7月）
- オールスターゲームMVP：1回（1990年 第1戦）

### 記録

#### NPB
初記録
- 初出場・初先発出場：1988年6月29日、対日本ハムファイターズ12回戦（東京ドーム）、6番・左翼手として先発出場
- 初安打・初打点：同上、4回表に津野浩志から左中間へ逆転決勝適時二塁打
- 初本塁打：1988年7月3日、対西武ライオンズ14回戦（ナゴヤ球場）、2回裏に松沼博久からソロ

節目の記録
- 100本塁打：1990年6月17日、対オリックス・ブレーブス13回戦（藤井寺球場）、1回裏に山沖之彦から2ラン ※史上161人目、246試合目での達成は史上最速
- 150本塁打：1992年6月28日、対千葉ロッテマリーンズ12回戦（ナゴヤ球場）、1回裏に平沼定晴からソロ ※史上95人目、424試合目での達成は史上2番目の速さ[注 4]
- 200本塁打：1993年8月19日、対西武ライオンズ18回戦（西武ライオンズ球場）、8回表に石井丈裕からソロ ※史上63人目、578試合目での達成は史上2番目の速さ[注 4]）
- 250本塁打：1995年4月11日、対オリックス・ブルーウェーブ1回戦（日生球場）、4回裏に星野伸之からソロ ※史上35人目、733試合目での達成は史上最速

その他の記録
- 4打数連続本塁打：1989年10月12日、対西武ライオンズ24回戦・25回戦（西武ライオンズ球場）ダブルヘッダー第1試合―第2試合 ※史上9人目、歴代2位タイ[49]
- 1試合9打点：1993年9月7日、対日本ハムファイターズ21回戦（東京ドーム）[注 5]
- 1試合3本塁打：8回 ※世界記録
- シーズン1試合3本塁打：4回（1989年） ※世界記録
- シーズン本塁打率：7.85（1988年  ※シーズン10本塁打以上で歴代2位[注 6]
- シーズン204三振：1993年 ※史上最多[注 7]
- オールスターゲーム出場：3回（1990年、1992年、1993年）

### 背番号
- 46（1985年 - 1987年）
- 49（1988年 - 同年途中）
- 16（1988年途中 - 1995年、2005年、2022年）